# Ustavující zákon Kolumbijského distriktu (1801)
Ustavující zákon Kolumbijského distriktu z roku 1801 (oficiálně Zákon o federálním distriktu D.C.) byl zákon přijatý Kongresem v návaznosti na platný Článek 1 Sekce 8 Ústavy Spojených států amerických. Jeho účelem bylo umístění Washingtonu, D. C. pod správu Kongresu a rozčlenění nezačleněných teritorií spadajících do něj do dvou okresů: Washington County na severu a východě od řeky Potomac a Alexandria County na západě a jihu. Charty týkající se dvou fakticky existujících velkoměst Georgetownu a Alexandrie zůstaly ponechány a nedošlo k jejich zrušení. Stejně tak i právní řády států Maryland a Virginie zůstaly i nadále platné v rámci federálního distriktu. Ve všech nově vzniklých okresech byly také ustaveny okresní soudy.

## Následná historie
3. května 1802 byl Washington předán tamní samosprávě v čele s primátorem jmenovaným prezidentem, přičemž část kolumbijského distriktu postoupená Virginii byla vrácená státu v letech 1846-47. Teprve až ustavující zákon Kolumbijského distriktu (1871)centralizoval státní správu Washingtonu, Georgetownu a Washingtonského okresu do jednoho státního celku.

## Volební práva v distriktu
V souladu s tímto zákonem nejsou osoby s trvalým pobytem na území Kolumbijského distriktu považovány za občany států Maryland a Virginie, čímž ztrácí tamní obyvatelstvo aktivní právo volit členy Kongresu. Teprve až po přijetí Třiadvacátého dodatku r. 1961 jim bylo umožněno zúčastnit se prezidentských voleb v r. 1964. Občané Distriktu mají svého zástupce ve Sněmovně reprezentantů, který je jejich nevoleným představitelem s hlasovacím právem (výjimku tvoří hlasování o finálním znění návrhů novel zákonů) v komisi a účastí v debatách. V poslední době bylo zaznamenáno několik pokusů o rozšíření volebních práv občanů Distriktu.